# Interregio-Express
Az Interregio-Express (IRE) a Deutsche Bahn egyik vonatneme, egy helyi tömegközlekedési szolgáltatás, amely csak Baden-Württemberg, Bajorország, Szászország, Szász-Anhalt tartományokban és Berlinben, valamint Svájcban (Basel Badischer Bahnhof, Schaffhausen, Kreuzlingen) érhető el. Az IRE szolgáltatást először a 2001-es nyári menetrendben vezették be, mivel az Interregio útvonalakat a DB távolsági részlege (DB Fernverkehr) egyre inkább megszüntette. Ennek eredményeként több német tartomány InterRegioExpress vonatokat rendelt az érintett útvonalakra. Ezen túlmenően az IRE vonatokat olyan járatokon is bevezették, amelyeken korábban nem volt Interregio szolgáltatás (pl. Stuttgart–Tübingen–Aulendorf és Ulm–Aalen útvonalak).
A korábbi Interregio vonatokkal ellentétben az IRE vonatokat a helyi személyvonatok közé sorolják, ezért a tartományi kedvezményes jegyekkel (DB Fares C termékcsoport) is igénybe vehetőek. Ez azonban az utasok elégedetlenségéhez vezetett, különösen kezdetben, mert gyakran nem vették észre, hogy helyi jegyekkel is lehetséges használni ezeket a vonatokat. Ezenkívül az új vonatnemet kezdetben gyakran helytelenül InterRegionalExpress-nek vagy ironikusan InterRegioErsatz-nak (InterRegio helyettesítő) nevezték. Azóta azonban az Interregio-Express márkanév bevált.

## Útvonalak
Baden-Württemberg (határokon átnyúló járatok Bajorországba és Svájcba):
- IRE (Stuttgart–Plochingen–Göppingen–)Ulm–Biberach–Aulendorf–Friedrichshafen–Lindau (Ulm–Friedrichshafen-vasútvonal és Filstalbahn)
- IRE Stuttgart–Reutlingen–Tübingen-Balingen–Sigmaringen–Bad Saulgau–Aulendorf(–Ulm) (Plochingen–Tübingen-vasútvonal, Tübingen–Sigmaringen -vasútvonal és Ulm–Friedrichshafen-vasútvonal)
- IRE Karlsruhe–Pforzheim-Stuttgart (Karlsruhe–Mühlacker-vasútvonal, Western Railway, Mannheim–Stuttgart nagysebességű vasútvonal)
- IRE Karlsruhe–Offenburg–Villingen–Singen–Konstanz-Kreuzlingen (Rhine Valley-vasútvonal, Schwarzwaldbahn (Baden))
- IRE Ulm–Biberach–Ravensburg–Friedrichshafen–Singen–Schaffhausen–Waldshut–Tiengen–Basel (Ulm–Friedrichshafen-vasútvonal, High Rhine-vasútvonal)
- IRE Ulm - Ehingen (Donau) - Sigmaringen - Tuttlingen - Donaueschingen - Neustadt (Schwarzwald) (Danube Valley Railway: lásd Tuttlingen–Inzigkofen-vasútvonal és Ulm–Sigmaringen-vasútvonal)
- IRE Ulm–Heidenheim–Aalen (Aalen–Ulm-vasútvonal)
- IRE Stuttgart–Schorndorf–Schwäbisch Gmünd–Aalen (Stuttgart-Bad Cannstatt–Aalen-vasútvonal (csak egy pár csúcsidőben)
- IRE Stuttgart–Osterburken (csak egy pár csúcsidőben)
- IRE Stuttgart–Crailsheim (csak egy pár csúcsidőben)

Szászország és Bajorország:
- IRE Franconia-Saxony Express (Franken-Sachsen-Express) Nürnberg–Marktredwitz/Bayreuth–Hof–Plauen–Reichenbach–Zwickau–Glauchau–Chemnitz–Flöha–Freiberg–Dresden (Saxony-Franconia trunk line)

A 2006-os decemberi menetrendváltás alkalmával a Mittelsachsen-Vogtland-Express vonatai Hofból Drezdába regionális-expressz járatokká váltak. Az IRE megnevezést azóta használják a Nürnbergtől Drezdáig tartó Frankonia-Saxony expresszre, amely felváltotta a korábbi Intercity-t. Az összes többi IRE-útvonallal ellentétben a Franconia-Saxony Express-t nem az SPNV (helyi tömegközlekedési) szervezetek támogatják, hanem a DB Fernverkehr.
- IRE Wertheim–Miltenberg–Aschaffenburg–Hanau (Main Valley Railway)

Szász-Anhalt és Berlin:
- IRE 25 Magdeburg-Berlin-Express: Magdeburg – Berlin Südkreuz – Berlin Potsdamer Platz – Berlin Hauptbahnhof (– Berlin-Gesundbrunnen) (két vonatpár hétfőtől péntekig)